# Jojó

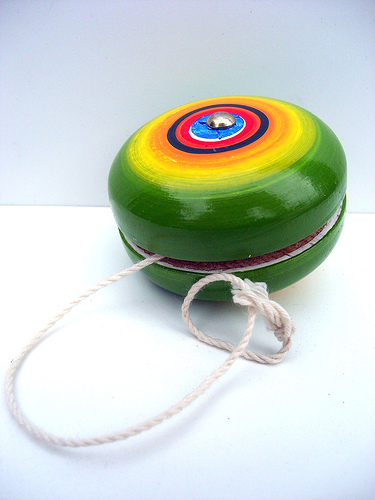
Fa jojó

A jojó egy igen népszerű, alapvetően olcsó és egyszerű játék. A legegyszerűbb változatában két, többnyire fából, esetleg fémből vagy műanyagból készült korongot egy tengely köt össze, amelyre egy vékony zsineget tekernek. A zsineg szabad végén egy, az ujjunkra húzható hurok van.
Jojózáskor a zsinór hurkát a középső ujjunkra húzzuk, a jojót megmarkoljuk, majd laza mozdulattal eldobjuk. Ahogy a jojó letekeredik a zsinegről, egyre gyorsabban forog. Ez a forgás a giroszkopikus hatás révén stabilizálja a jojót, annak tengelye a zsinegre merőleges marad annak ellenére, hogy nem pontosan a tengely közepén van felfüggesztve. A zsineg teljes letekeredése után a legegyszerűbb jojók maguktól elkezdenek visszatekeredni. Ha ekkor a csuklóval rántunk rajta egyet, pótolhatjuk a letekeredés közben elvesztett energiát, és elérhetjük, hogy a jojó visszatérjen a kezünkbe.

## A jojó története
Egyes tévhiedelmekkel ellentétben a jojó sohasem volt fegyver. Noha pengék hozzáadásával feltehetően veszélyes eszközt lehetne faragni belőle, mivel a korongok forgása meglehetősen nagy sebességet tud elérni, a valóságban egy ilyen eszköz aligha lenne a használóra nézve biztonságosan alkalmazható. A legenda feltehetően a Fülöp-szigetekről származik, ahol történelmi források szerint a 16. század bennszülött vadászai spárgával átkötött, éles köveket használtak zsákmányuk elejtéséhez. A tévhit forrása az lehet, hogy a modern kori jojó is ez idő tájt alakult ki ugyanitt.

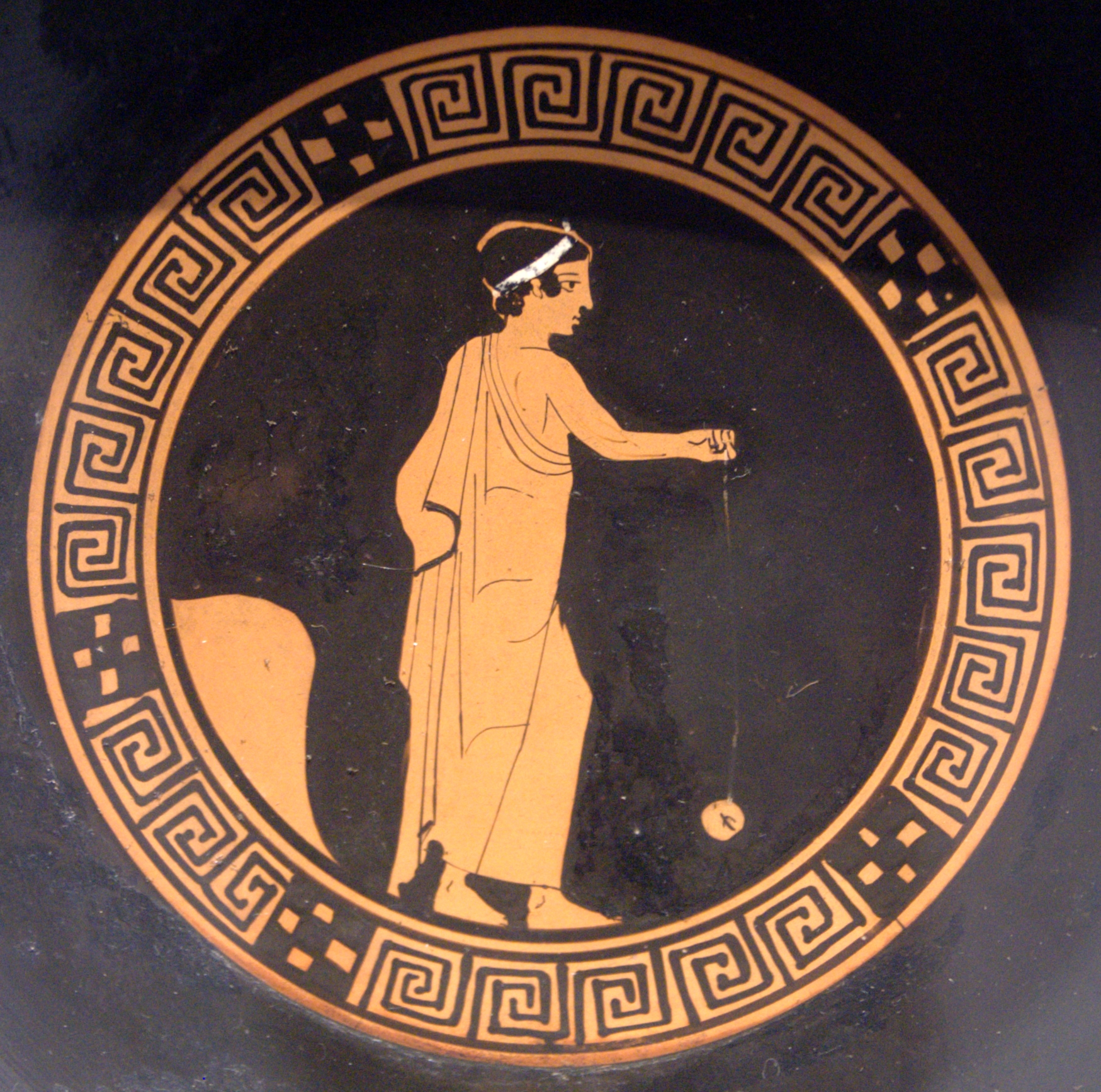
Jojók Kr. e. 500-ban

### Ősi eredet
A jojó az egyik legrégebben ismert játék, számos kultúrában megjelent valamilyen néven. Archeológiai szempontból a második legrégibb ismert játék a játékbaba után. Noha sokan kínai eredetűnek gondolják, a valóságban már Kr. e. 500 környékén felbukkant az ókori Görögország területén. Ahogy a képeken jobbra is látszik, az Athéni Nemzeti Múzeumban őriznek egy jojózó alakot ábrázoló vázát és egy eredeti görög jojót is.
Hellászból feltehetően kereskedők segítségével jutott el Európa többi részébe és Ázsiába. Feljegyzések szerint nagy népszerűségnek örvendett többek között Skóciában, Angliában, Indiában és Egyiptomban is. A francia forradalom idején egész Európában híressé vált emigrette néven, mint az akkoriban a francia fenyegetés miatt gyakori stressz kitűnő ellenszere.

### A modern kori jojó

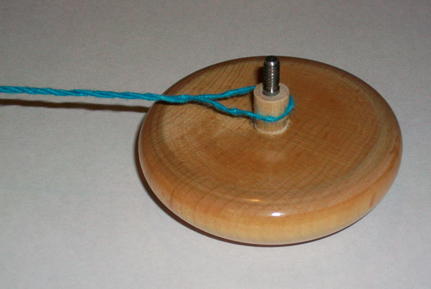
Modern jojó metszete

Mint már említettük, a jojó a ma ismert formáját a Fülöp-szigeteken kapta, a „yo-yo” szó egy helyi nyelven azt jelenti, „gyere-gyere”. Ebben a változatban először egy 1860-ban kiadott filippínó szótárban jelent meg. A hagyomány szerint a játék maga ekkor már több száz éve ismert volt. A fő különbség az ókori és a modern kori változat között a jojó felfüggesztésében rejlik. Ez utóbbinál egy, az eredetinél kétszer hosszabb, félbehajtott, összesodort zsineg van átvetve a tengelyen, ahogy az ábra is mutatja. A jojó tehát nincs fixen rögzítve a spárgához, hanem a keletkezett hurokban szabadon tud forogni. Ez az apró, de annál fontosabb módosítás egészen kifinomult mozdulatokat tesz lehetővé: a jojó eldobása után leszalad a zsinegen, ezután egy ideig hagyhatjuk szabadon forogni, majd a csukló megrántásával ismét visszahívhatjuk. Ha eközben például rövid időre leengedjük a földre, a forgása miatt elgurul valamelyik irányba. Ezt a trükköt nevezik igen szemléletesen sétáltatásnak. Megrántáskor a jojó azért jön vissza, mert a rántás hatására egy pillanatra megnő a súrlódás a zsineg és a tengely között, és ez már elég ahhoz, hogy feltekeredjen.
A modern jojó komplikáltabb változatai a tengely körüli hurkot csapággyal helyettesítik. Mivel így lényegesen csökken a súrlódás, a jojó sokkal tovább tud szabadon forogni. Hogy a jojót valahogy mégis vissza tudjuk hívni, ezekben a szerkezetekben különféle trükköket alkalmaznak. Van olyan, amelyik rántásra összeszorítja a csapágy két gyűrűjét, ezáltal megnövelve a súrlódást. Egy másik, még trükkösebb szerkezet magától gondoskodik a visszahívásról, ugyanis a forgási sebességgel arányos centrifugális erőre építve csak akkor szorítja össze a csapágyat, amikor a jojó már kellően lelassult. Ezen kívül számtalan trükk létezik még.

## Kapcsolódó szócikk
- Jojódiéta

## Külső hivatkozások
- http://yoyoraven.eu Archiválva 2019. június 10-i dátummal a Wayback Machine-ben Modern yoyozásról szóló weboldal (magyarul) (angolul)
- https://web.archive.org/web/20161116014331/http://www.sleeper.hu/ Legnagyobb Magyar Jo-Jo weboldal. Magyar Jo-Jos közösség hivatalos weboldala.
- https://web.archive.org/web/20190813194618/http://myyb.eu/ Magyar Jo-Jo bajnokság hivatalos weboldala
- https://web.archive.org/web/20160312092839/http://sopron.myyb.eu/ Sopron nemzetközi Jo-Jo verseny weboldala
- A jojó működése színes ábrákkal, közérthető magyarázattal (angolul)
- A Jojó világbajnokság honlapja (angolul)
- https://web.archive.org/web/20170917125937/http://yo-yo.org/ Minden, ami a jojóval kapcsolatos (angolul)